# Tamaricella fasciolata
Tamaricella fasciolata är en insektsart som först beskrevs av Lethierry 1874.  Tamaricella fasciolata ingår i släktet Tamaricella och familjen dvärgstritar. Inga underarter finns listade i Catalogue of Life.